# Torneo de 's-Hertogenbosch 2014
El Torneo de Bolduque 2014 (también conocido como el TOPSHELF Open 2014) es un torneo de tenis. Desde este año está patrocinado por TOPSHELF, en los dos años anteriores había sido patrocinado por la UNICEF. Pertenece al ATP World Tour 2014 en la categoría ATP World Tour 250, y al WTA Tour 2014 en la categoría International. El torneo tuvo lugar en la ciudad de Bolduque, Países Bajos, desde el 15 de junio hasta el 21 de junio de 2014.

## Cabeza de serie

### Individual masculino
| Tenista           | Ranking | Preclasificada |
| David Ferrer      | 7       | 1              |
| Fernando Verdasco | 23      | 2              |
| Roberto Bautista  | 28      | 3              |
| Marcel Granollers | 30      | 4              |
| Dmitry Tursunov   | 32      | 5              |
| Vasek Pospisil    | 35      | 6              |
| Nicolas Mahut     | 40      | 7              |
| Jürgen Melzer     | 51      | 8              |

### Dobles masculino
| Tenista                         | Ranking | Preclasificada |
| Jean-Julien Rojer Horia Tecău   | 48      | 1              |
| Eric Butorac Raven Klaasen      | 56      | 2              |
| Marcel Granollers Jürgen Melzer | 62      | 3              |
| Santiago González Scott Lipsky  | 76      | 4              |

### Individual femenino
| Tenista            | Ranking | Preclasificada |
| Simona Halep       | 3       | 1              |
| Dominika Cibulková | 10      | 2              |
| Eugenie Bouchard   | 12      | 3              |
| Carla Suárez       | 15      | 4              |
| Andrea Petkovic    | 20      | 5              |
| Kirsten Flipkens   | 25      | 6              |
| Garbiñe Muguruza   | 27      | 7              |
| Klára Koukalová    | 33      | 8              |

### Dobles femenino
| Tenista                                | Ranking | Preclasificada |
| Andrea Hlaváčková Jie Zheng            | 37      | 1              |
| Anabel Medina Yaroslava Shvedova       | 46      | 2              |
| Michaëlla Krajicek Kristina Mladenovic | 65      | 3              |
| Marina Erakovic Arantxa Parra          | 73      | 4              |

## Campeones

### Individuales masculino
Roberto Bautista Agut venció  Benjamin Becker por 2-6, 7-6(2), 6-4.

### Individuales femenino
Coco Vandeweghe derrotó a  Jie Zheng por 6-2, 6-4.

### Dobles masculino
Jean-Julien Rojer /  Horia Tecău vencieron a  Santiago González /  Scott Lipsky por 6-3, 7-6(3).

### Dobles femenino
Marina Erakovic /  Arantxa Parra vencieron a  Michaëlla Krajicek /  Kristina Mladenovic por 0-6, 7-6(5), [10-8].